# Керр, Гарри (легкоатлет)
Эдвард Генри «Гарри» Керр (англ. Edward Henry "Harry" Kerr; 28 января 1879, Таранаки — 17 мая 1951, Таранаки) — новозеландский легкоатлет, бронзовый призёр летних Олимпийских игр 1908 года.
На Играх 1908 года в Лондоне Керр соревновался в спортивной ходьбе. На дистанции 3500 м он занял третье место, а на расстоянии 10 миль прошёл в финал, но не стартовал.
После Игр Керр выиграл чемпионат Австралии в 1909 и 1911 годах и первенство Новой Зеландии в 1911, 1912 и 1925 годах (уже в возрасте 46 лет).